# West Duchovny
West Duchovny, född 24 april 1999 i Los Angeles, är en amerikansk skådespelare. Hon är dotter till skådespelarna David Duchovny och Téa Leoni.
Duchovny har bland annat medverkat i TV-serierna Painkiller och Saint X. Hon har även medverkat i filmen Linoleum.

## Filmografi (i urval)
- 2022 – Linoleum
- 2023 – Saint X (TV-serie)
- 2023 – Painkiller (TV-serie)